# موورد (آبجدان)
موورد (بالفارسية: مورد) هي منطقة سكنية تقع في إيران في قسم آبجدان الريفي. يقدر عدد سكانها بـ 351 نسمة بحسب إحصاء 2016.